# Los Alamitos High School
Los Alamitos High School är en allmän high school för årskurserna 9-12 i staden Los Alamitos i Orange County, Kalifornien, USA. Skolan, som betjänar även elever från närbelägna Seal Beach och Roosmoor, grundades 1967.

## Kända alumner
- Kayla Ewell, skådespelare (Glamour, The Vampire Diaries)[5]
- Rachel Fattal, vattenpolospelare (OS-guld 2016, OS-guld 2020)[6]
- Tim Hutten, vattenpolospelare (OS-silver 2008)[7]
- Jason Lewis, skådespelare (Sex and the City)[8]
- Jodie Sweetin, skådespelare (Huset fullt)[9]
- Justine Wong-Orantes, volleybollspelare (OS-guld 2020, OS-silver 2024)[10]